# Harianja
Harianja is een bestuurslaag in het regentschap Tapanuli Utara van de provincie Noord-Sumatra, Indonesië. Harianja telt 948 inwoners (volkstelling 2010).